# Arctodiamesa appendiculata
Arctodiamesa appendiculata är en tvåvingeart som först beskrevs av Lundstrom 1915.  Arctodiamesa appendiculata ingår i släktet Arctodiamesa och familjen fjädermyggor.
Artens utbredningsområde är Alaska. Inga underarter finns listade i Catalogue of Life.